# 云龙站 (中国铁路)
29°46′35″N 121°35′16″E / 29.7764748°N 121.58773862°E
云龙站是中国浙江省宁波市一座货运站，位于鄞州区云龙镇，是甬台温铁路、甬金铁路和宁波铁路枢纽北环线车站。2015年12月30日，云龙站随北环线宝幢至云龙段启用。车站距离宁波站11.897公里，设有6条路轨，北咽喉被宁波绕城高速公路，南咽喉被甬莞高速公路上跨。